# Jörg Wickram
Jörg (Georg) Wickram, född omkring 1520, död före 1562, var en tysk författare.

## Biografi
Wickram, som var bördig från Kolmar, stiftade 1546 en mästersångarskola i nämnda stad och fick 1555 stadsskrivarsysslan i Burkheim am Kaiserstuhl. Han var en alsterrik berättare, och hans på praktisk verkan anlagda arbeten utgör en början till den tyska prosaromanen. Det mest betydande är Rollwagenbüchlin (1555; utgiven av H. Kurz 1865), en samling smärre berättelser, till stor del hämtade från medeltidens burleska schwänke. I folkböckernas stil diktade han de större berättelserna Gabriotto und Reinhard (om trogen kärleks makt), Von guoten und bösen nachbaurn (1556), Der goldtfaden (1557; utgiven 1809 av Clemens Brentano; om en herdegosse, som blir greve) med flera. Han skrev även bibeldramer, muntra fastlagsspel och lärodikter, av vilka Irr reitend bilger (1555) är betydelsefullast. Wickrams arbeten utgavs 1901–06 av J. Bolte och W. Scheel i 8 band.